# Michelle Dekker
Michelle Dekker (Zoetermeer, 18 marzo 1996) è una snowboarder olandese, specializzata in slalom gigante parallelo e slalom parallelo.

## Biografia
Originaria di Zoetermeer e attiva in gare FIS dal gennaio 2012, Michelle Dekker ha debuttato in Coppa del Mondo il 21 dicembre 2012, giungendo 42ª nello slalom gigante parallelo di Carezza al Lago. Il 10 gennaio 2017 ha ottenuto, in slalom parallelo, a Bad Gastein, il suo primo podio nel massimo circuito, classificandosi al 2º posto nella gara vinta dall'austriaca Daniela Ulbing. Ha conquistato il suo primo podio iridato a Engadina 2025, vincendo il bronzo nello slalom parallelo. 

## Palmarès

### Mondiali
- 1 medaglia:
  - 1 bronzo (slalom parallelo a Engadina 2025)

### Mondiali juniores
- 2 medaglie:
  - 2 argenti (slalom parallelo a Chiesa in Valmalenco 2014; slalom gigante parallelo a Yabuli 2015)

### Coppa del Mondo
- Miglior piazzamento nella Coppa del Mondo di parallelo: 6ª nel 2024
- 10 podi:
  - 1 vittoria
  - 4 secondi posti
  - 5 terzi posti

#### Coppa del Mondo - vittorie
| Data             | Luogo           | Paese  | Disciplina |
| ---------------- | --------------- | ------ | ---------- |
| 15 dicembre 2022 | Carezza al Lago | Italia | PGS        |

Legenda:

PGS = Slalom gigante parallelo